# Werniks akwafortowy
Werniks akwafortowy jest materiałem kwasoodpornym używanym w procesie trawienia obrazu na płycie metalowej i ma zadanie zabezpieczenia przed działaniem kwasu — lub innej substancji trawiącej — miejsc nie przeznaczonych do trawienia. 
Werniksy w zależności od składu i zastosowania dzielą się na twarde i miękkie. 
Typowy twardy werniks akwafortowy składa się z wosku pszczelego, mastyksu, kalafonii i asfaltu syryjskiego. 
Generalnie różnica między twardym a miękkim werniksem jest taka, że miękki werniks graficzny zawiera dodatkowo łój barani.
Prawie każdy grafik miał swoje — trzymane w tajemnicy — przepisy na werniksy. Wielokrotnie w skład werniksów wchodziły takie składniki jak: terpentyna wenecka, smoła szewska czy olejek lawendowy. 